# 1992 HH
1992 HH är en asteroid i huvudbältet som upptäcktes den 30 april 1992 av de japanska astronomerna Yoshio Kushida och Osamu Muramatsu vid Yatsugatake-Kobuchizawa-observatoriet.
Asteroiden har en diameter på ungefär 7 kilometer.